# マーキュリー・コロニーパーク
コロニーパーク（Colony Park）は、フォードが製造、マーキュリーブランドで販売していた自動車である。

## 初代 (1957–1958年)
1957年にエドセル・バミューダのマーキュリー仕様として登場。フロントフェンダーからドア、リアフェンダーにかけてウッドパネルが貼られた、5ドアピラーレスハードトップ形式のステーションワゴンであった。

## 4代目 (1965–1968年)
1966年モデルより、フォード・カントリースクワイアなどでは先に採用されていた、マジックドアゲートと呼ばれる多機能なリアゲートが装備されるようになった。これは従来のリアゲート同様に下にたたむだけではなく、横開きのドアにもなるというものであった。

## 5代目 (1969–1978年)
マーキュリー・マーキスのステーションワゴン版として1969年に登場。